# Jules Félix Ragot
Pour les articles homonymes, voir Ragot.
Jules Félix Ragot, né le 2 septembre 1835 à Paris et mort le 30 mai 1910 à Saint-Gilles (Bruxelles), est un peintre français.

## Biographie
Jules Félix Ragot est le fils de Jules Félix Ragot (1799-1868), dessinateur en dentelles et de Louise Rose Jeanne Florimonde Heurtemotte.
En 1859, il épouse Célestine Elvina Dufour, marchande de mode.
Élève de Jean Murat et de François Édouard Picot, il expose au Salon de 1867 à 1893.
Il emménage en Belgique où il a une renommée et expose notamment au Salon de Bruxelles de 1875. Le roi Léopold II acquiert plusieurs de ses œuvres, tandis que la reine des Belges Marie-Henriette suit ses leçons de peinture,.
En 1908, il épouse en secondes noces Sophie Césarine Mongellard à Saint-Gilles.
Il meurt le 30 mai 1910 rue de Hongrie no 2 à Saint-Gilles à l'âge de 74 ans.

## Œuvres exposées aux Salons parisiens
- Nature morte, au Salon de 1867
- Portrait de Mlle V. G…, au Salon de 1868
- Portrait de Mme G., au Salon de 1870
- Nature morte, au Salon de 1870
- Bohémienne, au Salon de 1872
- Portrait de M. M., au Salon de 1872
- Portrait du docteur P. C., au Salon de 1873
- Portrait de Mlle M. B., au Salon de 1874
- Fleurs, fruits, légumes, au Salon de 1878
- Fleurs, au Salon de 1882
- Bouquet de fleurs, au Salon de 1883
- Portrait de M. le Dr B. A…, au Salon de 1883
- Fleurs, au Salon de 1886
- Portrait de M. le docteur Daupley, au Salon de 1887
- Portrait de M. Léon Vasseur, au Salon de 1888
- Roses et anémones, au Salon de 1889
- Portrait de S., au Salon de 1890
- Portrait de Mme Fernand Lemonnier, au Salon de 1893, pastel